# Barchov (ort i Tjeckien, Pardubice)
Barchov är en ort i Tjeckien.   Den ligger i regionen Pardubice, i den centrala delen av landet, 90 km öster om huvudstaden Prag. Barchov ligger 233 meter över havet och antalet invånare är 156.
Terrängen runt Barchov är platt.Runt Barchov är det tätbefolkat, med 427 invånare per kvadratkilometer. Närmaste större samhälle är Pardubice, 8,2 km nordost om Barchov. Trakten runt Barchov består till största delen av jordbruksmark.